# Tetralocularia pennellii
Tetralocularia es un género monotípico de plantas con flores perteneciente a la familia de las convolvuláceas. Incluye una sola especie: Tetralocularia pennellii O'Donell.

## Distribución
Es originaria de Colombia en el Valle del Magdalena medio en el bosque húmedo tropical en Puerto Berrío.

## Taxonomía
Tetralocularia pennellii fue descrita por Carlos Alberto O'Donell   y publicado en Lilloa 30: 68–69, pl. opposite p. 68. 1960.